# تیم ملی بسکتبال هلند
تیم ملی بسکتبال هلند (هلندی: Het Nederlands Elftal) نماینده هلند در مسابقات بین‌المللی بسکتبال است. این تیم توسط بسکتبال هلند اداره می‌شود.
هلندی‌ها ۱۵ بار به مسابقات بسکتبال قهرمانی اروپا رسیده‌اند. بهترین نتایج آنها در این رویداد در سال ۱۹۸۳ بود، جایی که آنها در رده چهارم قرار گرفتند. آنها همچنین یک بار در سال ۱۹۸۶ به جام جهانی راه یافته‌اند. در چند سال اخیر، تیم ملی هلند تلاش کرده‌است تا ثبات خود را برای رسیدن به مسابقات مهم بین‌المللی حفظ کند.